# شمیخوویتسه (استان اوپوله)
شمیخوویتسه (به لهستانی:  Śmiechowice) یک روستا در لهستان است که در گمینا لوبشا واقع شده‌است.